# John Williams (Politiker, 1778)

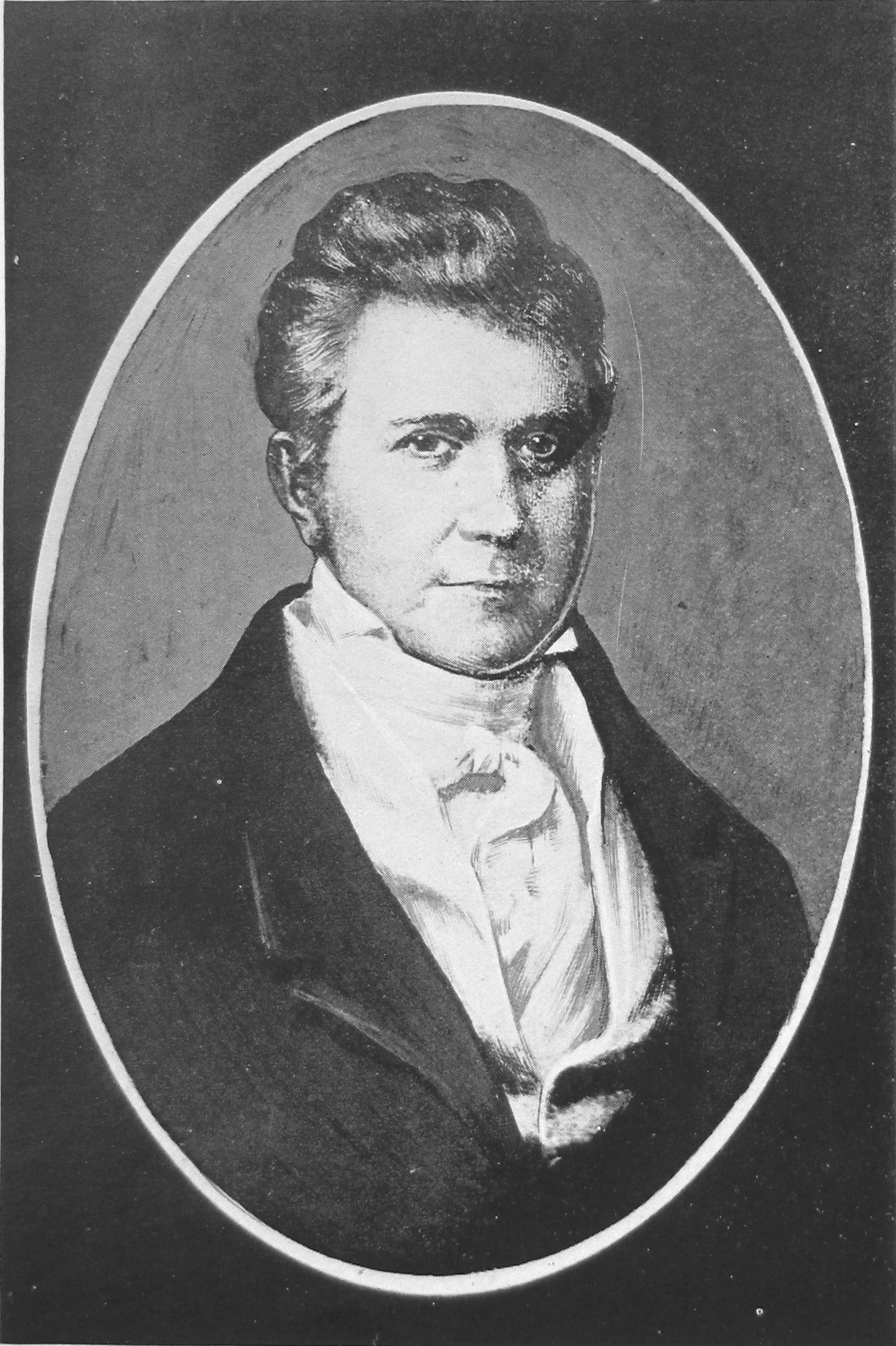
John Williams

John Williams (* 29. Januar 1778 im Surry County, North Carolina; † 10. August 1837 bei Knoxville, Tennessee) war ein US-amerikanischer Soldat, Diplomat und Politiker (Demokratisch-Republikanische Partei), der den Bundesstaat Tennessee im US-Senat vertrat.

## Leben
Williams studierte Jura in Salisbury und begann im Jahre 1803 seine Laufbahn als Rechtsanwalt im Knox County. Er beteiligte sich an Kämpfen gegen die Indianer während des Britisch-Amerikanischen Krieges und stieg bis zum Colonel auf. Außerdem war er am Ersten Seminolenkrieg in Florida und später unter General Andrew Jackson am Creek-Krieg in Alabama beteiligt.
Als George W. Campbell sein Mandat im US-Senat niederlegte, um der Berufung zum Finanzminister der Vereinigten Staaten zu folgen, wurde Jesse Wharton zu dessen kommissarischem Nachfolger ernannt. Wharton gehörte dem Senat vom 17. März 1814 bis zum 10. Oktober 1815 an, ehe ihn der bei der Nachwahl siegreiche  Williams ablöste. Er war 1816 und 1817 Vorsitzender des Senate Committee on Military Affairs. Im Jahr 1817 wurde er für eine volle Amtszeit in den Senat gewählt. Er entschied sich zur Wiederwahl im Jahr 1823 anzutreten, aber diesmal verlor er gegen Andrew Jackson.
Als erster Geschäftsträger vertrat er im Zeitraum vom 3. Mai 1826 bis zum 1. Dezember 1826 die Interessen der USA in der Zentralamerikanischen Konföderation. Danach kehrte er nach Tennessee zurück und wurde dort 1827 in den Staatssenat gewählt, dessen Mitglied er bis 1828 war.
Williams war der Bruder von Lewis Williams und Robert Williams sowie der Cousin von Marmaduke Williams, alle Kongressabgeordnete aus North Carolina. Er ist auf dem First Presbyterian Church Cemetery in Knoxville begraben.